# Chevrolet Uplander
Chevrolet Uplander – samochód osobowy typu minivan klasy średniej produkowany pod amerykańską marką Chevrolet w latach 2004 – 2008.

## Historia i opis modelu

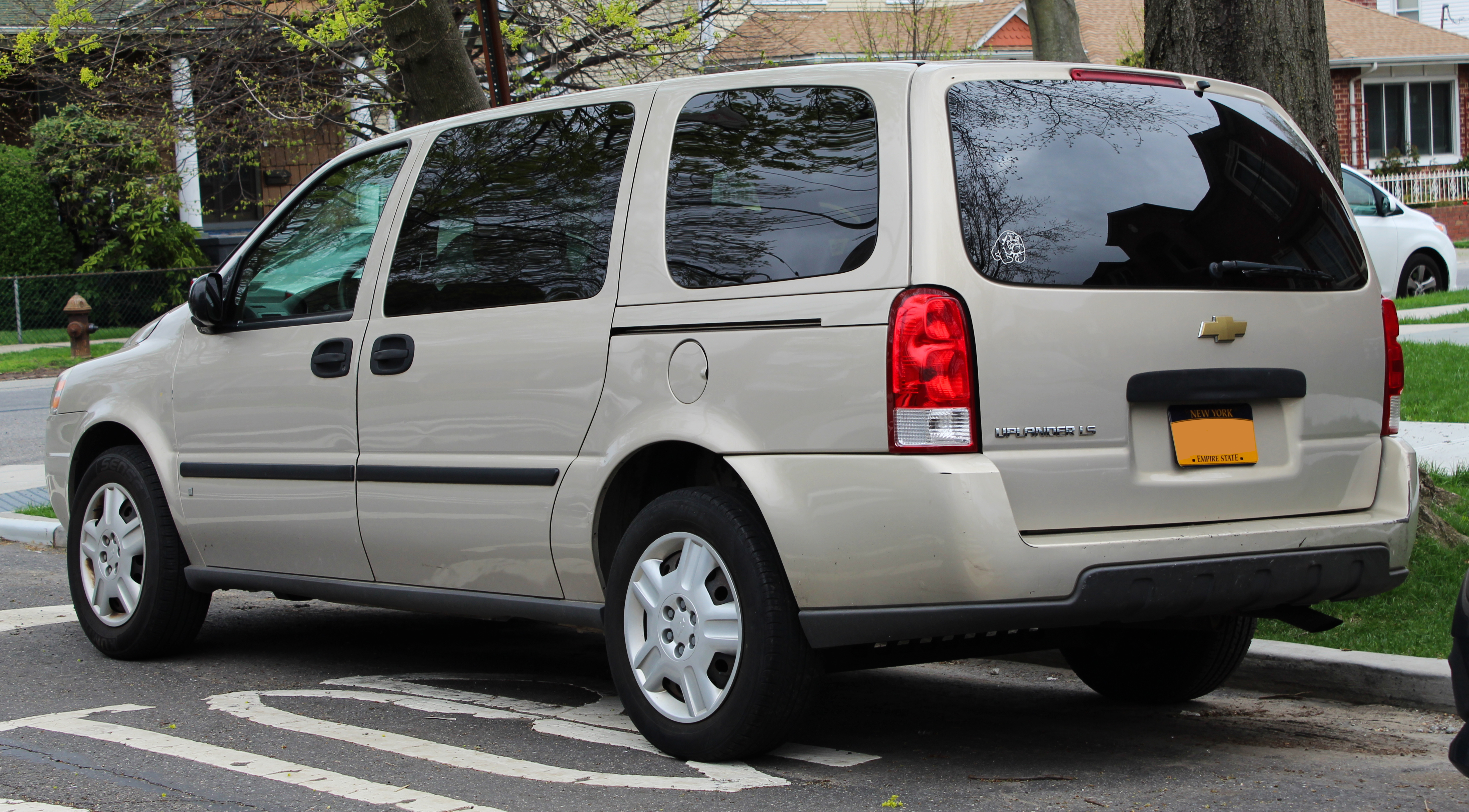
Chevrolet Uplander - tył

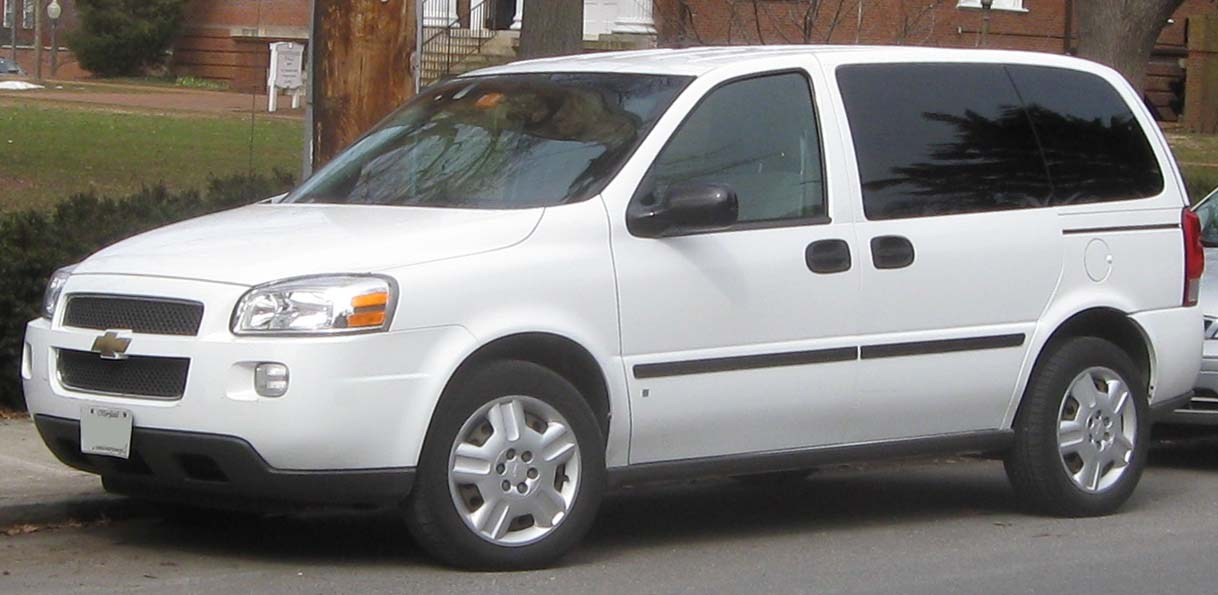
Chevrolet Uplander SWB

Latem 2004 roku General Motors przedstawiło nową rodzinę dużych minivanów, które powstały na zmodernizowanej platformie GMT201. Model Chevroleta ponownie zmienił nazwę na Uplander, zastępując dotychczasowe Venture. Pozostałe, bliźniacze konstrukcje uzupełniły tym razem gamy marek Buick, Pontiac oraz Saturn.
Chevrolet Uplander w porównaniu do pozostałych pokrewnych konstrukcji wyróżniał się dużą atrapą chłodnicy obejmującą większość pasa przedniego, którą przedzielono w pół dużą poprzeczką z logo producenta. Ponadto, samochód oferowano w dwóch wariantach długości nadwozia - z krótkim oraz przedłużonym rozstawem osi, a także w wariancie dostawczym Cargo.
Produkcja i sprzedaż Uplandera zakończyła się we wrześniu 2008 roku, a jego miejsce w gamie Chevroleta przejął zupełnie nowy model w postaci dużego crossovera Traverse.

### Wersje wyposażeniowe
- 1LT
- 2LT
- 3LT

### Silniki
- V6 3.5l LX9
- V6 3.9l LZ9
- V6 3.9l LGD